# Adenarake
Adenarake är ett släkte av tvåhjärtbladiga växter. Adenarake ingår i familjen Ochnaceae.
Kladogram enligt Catalogue of Life:
| Adenarake | \| \| Adenarake macrocarpa \| \| \| \| \| \| Adenarake muriculata \| \| \| \| |
|           | \| \| Adenarake macrocarpa \| \| \| \| \| \| Adenarake muriculata \| \| \| \| |
|           | Adenarake macrocarpa                                                          |
|           |                                                                               |
|           | Adenarake muriculata                                                          |
|           |                                                                               |